# Morgan Morse
Pour les articles homonymes, voir Morse.

a Compétitions nationales et continentales officielles uniquement.

b Matchs officiels uniquement.
Dernière mise à jour le 10 juillet 2025.
Morgan Morse, né le 18 janvier 2005 à Swansea (pays de Galles), est un joueur gallois de rugby à XV évoluant principalement au poste de troisième ligne centre. Il joue en United Rugby Championship au sein de la franchise régionale des Ospreys.

## Biographie

### Jeunesse et formation
Morgan Morse naît le 18 janvier 2005 à Swansea au pays de Galles. Durant sa jeunesse, il commence la pratique du rugby à XV vers l'âge de quatre ans au sein du club local de Cwmllynfell. Il est scolarisé au sein de l'Ysgol Gyfun Ystalyfera dans le village d'Ystalyfera,. Dans cet établissement, il joue avec les différentes équipes de rugby à XV et est sélectionné avec les Swansea Valleys Schoolboys.
Par la suite, Morgan Morse pratique ce sport au sein du Cwmtwrch RFC. En parallèle, il représente la sélection West Wales en catégorie des moins de 14 ans, les Ospreys West en moins de 16 ans et joue également pour les catégories des moins de 16 et 18 ans des Ospreys,. En 2021, il signe un contrat avec l'Academy (centre de formation) des Ospreys. De plus, avec son école il remporte la Welsh Schools Cup des moins de 18 ans en 2022.
Au mois de janvier 2022, il est convoqué pour la première fois avec l'équipe du pays de Galles des moins de 20 ans, afin de disputer le Tournoi des Six Nations des moins de 20 ans, étant seulement âgé de dix-sept ans,,, alors qu'il est notamment toujours éligible pour représenter la sélection des moins de 18 ans. Lors de la deuxième journée, il fait ses débuts en sortie de banc et inscrit à cette occasion son premier essai contre l'Écosse. Il dispute deux autres journées dont une en tant que titulaire en troisième ligne centre, après la suspension du titulaire Alex Mann, durant la compétition. Cette même année, il fait ses débuts avec la sélection galloise des moins de 18 ans, après ses débuts avec les moins de 20 ans, et est notamment nommé capitaine contre l'Angleterre. Plus tard cette année, en juin, il est de nouveau convoqué avec les moins de 20 ans pour les Six Nations Summer Series,. Pendant la compétition, il dispute quatre matchs dont un en tant que titulaire et inscrit un essai. Les jeunes Gallois se qualifient jusqu'en finale de la compétition mais ils s'inclinent face à l'Afrique du Sud sur le score de 47 à 27.
En amont de la saison 2022-2023, il est intégré au groupe sénior des Ospreys, étant seulement âgé de dix-sept ans. Cette saison-là, il fait ses débuts sénior avec le Swansea RFC, étant engagé en double licence avec eux, avec qui il dispute des matchs en Welsh Premiership ainsi qu'en Coupe du pays de Galles. En janvier 2023, il est sélectionné pour disputer le Tournoi des Six Nations des moins de 20 ans,. Durant la compétition, il dispute trois journées en tant que titulaire et marque un essai. Son équipe termine la compétition à la dernière place sans aucune victoire et récolte la première Cuillère de bois de l'histoire de cette sélection dans le Tournoi des Six Nations des moins de 20 ans. Au mois de juin, il est sélectionné pour disputer le Championnat du monde junior 2023. Pendant la compétition, il est titulaire pour les cinq rencontres que son équipe dispute et inscrit son premier essai dans ce championnat lors de la première rencontre face à la Nouvelle-Zélande. Lors de la deuxième journée contre le Japon, il réalise une bonne performance en délivrant deux passes décisives à ses coéquipiers. Avec sa sélection, ils sont classés sixièmes avec un bilan de deux victoires et trois défaites.

### Début de carrière professionnelle (depuis 2023)
En début de saison 2023-2024, il fait ses débuts professionnels avec les Ospreys lors de la troisième journée du United Rugby Championship (URC) disputée début novembre 2023 face aux Sharks,. Par la suite, il joue avec Swansea RFC, puis il rejoue avec les Ospreys lors d'une autre rencontre d'URC en tant que remplaçant et est titularisé pour la première fois en Challenge Cup en décembre face au Montpellier HR. Lors de ce match, il écope d'un carton jaune. En janvier suivant, il inscrit son premier essai avec les Ospreys, à la suite d'un exploit individuel sur une course de plus de quarante mètres où il bat quatre défenseurs, lors d'une victoire 27 à 21 contre Cardiff Rugby,,. Le même mois, il est retenu pour le Tournoi des Six Nations des moins de 20 ans 2024. Pendant le Tournoi, il dispute quatre rencontres en qualité de titulaire et un marque un essai. En avril suivant, il signe un nouveau contrat avec les Ospreys. Pour sa première saison avec les Ospreys, il joue douze matchs, dont sept titularisations, et inscrit deux essais. Courant juin 2024, il est sélectionné pour le Championnat du monde junior. Il joue les cinq rencontres, toujours dans la peau d'un titulaire, et inscrit un essai. Lors de la dernière journée, il bat le record de matchs joués de Ryan Conbeer (en) (23 capes) pour la sélection des moins de 20 ans en disputant sa vingt-quatrième rencontre,.
En début de saison 2024-2025, il est annoncé qu'il fait partie des 21 joueurs sous contrat avec les Ospreys qui vont jouer le Super Rygbi Cymru (en) avec leur club. Blessé, il manque plusieurs rencontres avec les Ospreys et dispute son premier match de la saison le 21 décembre contre les Scarlets en URC,. Après ce retour sur les terrains, il enchaîne les matchs et les bonnes performances en disputant un total de quinze rencontres, sept comme titulaire, pour deux essais inscrits,. En fin de saison, malgré ses bonnes performances et son profil prometteur, il n'est pas retenu pour la tournée du pays de Galles au Japon. Le sélectionneur Matt Sherratt (en) préférant l'expérience de Taulupe Faletau et d'Aaron Wainwright. De plus, bien qu'il soit encore éligible pour disputer le Championnat du monde junior, il n'est pas non plus retenu pour la compétition. Ayant été retenu lors des trois derniers étés avec la sélection des moins de 20 ans, ces derniers préfèrent le laisser au repos afin de préparer au mieux la prochaine saison.

## Statistiques

### En équipe nationale de jeunes
Morgan Morse dispute vingt-quatre matchs, dix-neuf en tant que titulaire, avec l'équipe du pays de Galles des moins de 20 ans en trois saisons, prenant part à trois éditions du Tournoi des Six Nations des moins de 20 ans en 2022, 2023 et 2024, à une édition des Six Nations Summer Series en 2022 et à deux éditions du Championnat du monde junior en 2023 et 2024. Il inscrit trente points, six essais.

## Palmarès

### En équipe nationale
- Finaliste des Six Nations Summer Series en 2022 avec l'équipe du pays de Galles des moins de 20 ans.

### Distinctions personnelles
- Joueur le plus capé de l'équipe du pays de Galles des moins de 20 ans (24 matchs).